# Първична сцена
Първична сцена е понятие от психоанализата и означава спомените на детето от наблюдаването на полов акт между родителите (интерпретиран по-късно като садистично-мазохистично отношение) или, по-точно, фантазиите, изградени на основата на повече или по-малко пълни наблюдения на сексуални отношения между възрастни. Това ранно травмиращо преживяване, което, обикновено настъпва, когато малкото дете споделя още стаята на родителите си, играе значителна роля в генезиса на неврозите.